# Loi sur la Cour suprême

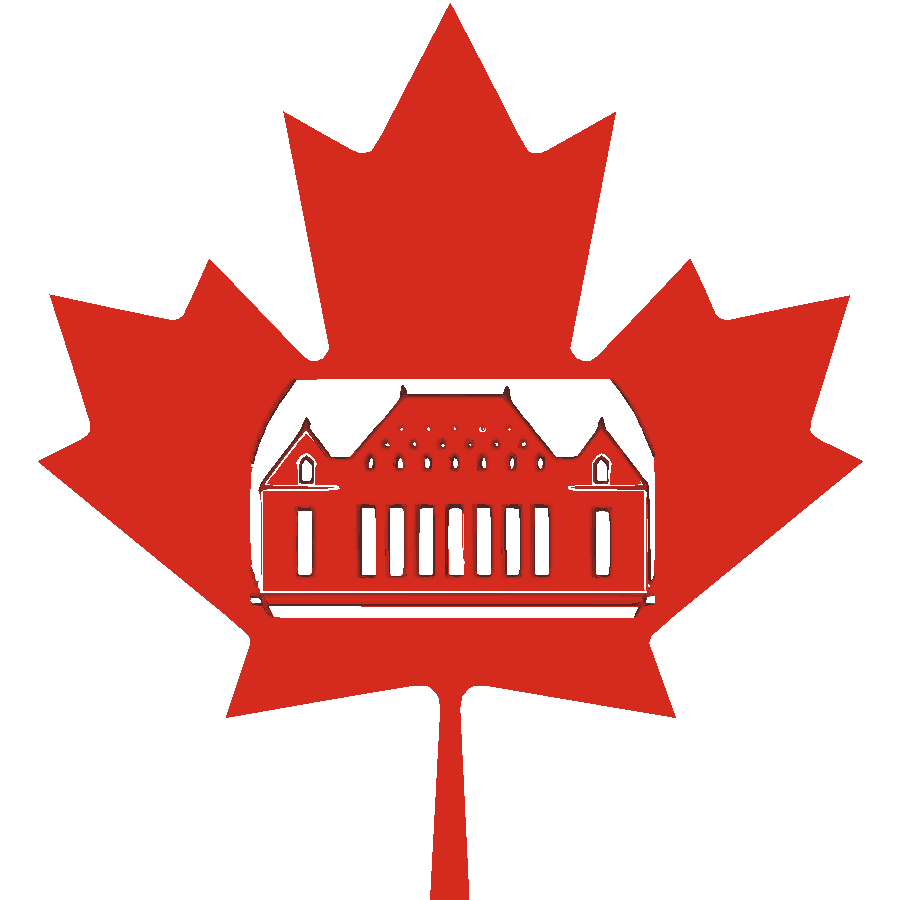
Icône de la Cour suprême du Canada

La Loi sur la Cour suprême est la loi adoptée par le Parlement du Canada en 1875 qui a institué la Cour suprême du Canada. Il s'agit d'une loi importante car, bien qu'elle ne fasse pas partie de la Constitution du Canada, les articles 4 et 5 de la loi énoncent un compromis historique qui a été reconnu comme étant à caractère constitutionnel dans le Renvoi relatif à la Loi sur la Cour suprême. 
L'article 53 de la loi permet au législateur de poser des questions de renvoi à la Cour suprême.  